# Завид (посадник)
Завид — новгородский посадник примерно между 1088 и 1094 гг.

## Посадничество
Первый Новгородский посадник, который управлял Новгородом при князе Мстиславе Владимировиче, возможно в 1088—1094 гг. Про этого посадника никаких данных нет в письменных источниках, кроме упоминания в списках новгородских посадников. В Новгородской первой летописи младшего извода существует список новгородских посадников из 89 имён без датировки. Среди упоминаемых посадников записано и имя Завида, по счёту стоит четвёртым. Под тем же числом стоит и в других списках — Новгородской четвёртой и Ермолинской летописях.

## Актовые печати
Были найдены актовые печати протопроедра (советника) Евстафия датируемые концом XI в. Предполагается, что у Завида было христианское имя Евстафий и актовые печати принадлежали ему. Печати имеются двух видов с незначительными отличиями, на которых изображение св. Феодора в полный рост с копьём в правой руке и со щитом в левой. Это дало возможность считать, что посадничество в управление Завида имело функции совещательного органа при князе Мстиславе Владимировиче (имевшим христианское имя Феодор).

## Семья
1. Завид
  1. Дмитр Завидич
    1. Завид Дмитрович
    2. Любава Дмитриевна + Мстислав Владимирович Великий